# أمرابالي
أمرابالي Ambapāli وتعرف أيضا باسم أمباباليكا Ambapālika وأمرابالي Amrapāli كانت تعتبر عروس المدينة، وعروس المدينة هي ترجمة للكلمة Nagarvadhu وتعني عاهرة من الطراز الرفيع الذي لا يناله إلا الطبقات الرفيعة من المجتمع كالملوك وكانت الفتيات في بعض أجزاء الهند قديما يتنافسن على هذا اللقب دون أن يعد الأمر هذا محرما لتحظى أجملهن به، وقد كانت أمبابالي عروس جمهورية فيشالي Vaishali في الهند حوالي 500 سنة قبل الميلاد، وقد ذكرت في نصوص بالي القديمة والأدبيات البوذية.
كانت أمبابالي لقيطة مجهولة الأبوين وجدت عند شجرة المانجا في إحدى الحدائق الملكية ومن اسم هذه الشجرة اشتق اسمها. لقد كانت أمبابالي فائقة الحسن والجمال مما رغب فيها العديد من نبلاء البلدة، ولكي يتجنب الصراع بين الراغبين فيها تم تنصيبها منصب «عروس المدينة»، وسرعان ما تطايرت الأنباء حول حسنها وفتنتها إلى أسماع الملك بيمبيسارا زعيم مملكة ماكادا المجاورة، فقام بالهجوم على المدينة واستدرج أمبابالي حتى ولعت بقدراته في العزف الموسيقي ووقعت في حبه، ولكنها بمجرد أن علمت بأنه الملك المحتل لبلدتها ابتعدت عنه وطلبت منه إنهاء الحرب، وفعلا قام الملك بإنهاء الحرب والانسحاب مما صوره جبانا في عيون أهل جمهورية فيشالي.
و في أحد الأيام اعترت أمبابالي رغبة في التشرف بتقديم الطعام لبوذا، وكما تنقل النصوص البوذية فإن بوذا قام بإجابة دعوتها متجاهلا إرادة الطبقة الارستقراطية آنذاك التي رفضت هذه الدعوة، وعندما جاء بوذا إليها قامت باستقباله استقبالا حاشدا هي وحاشيتها وقدمت له الطعام، وبعد هذه الحادثة سرعان ما اعتزلت أمبابالي الدعارة واعتنقت البوذية وظلت مؤيدة وداعية إلى بوذا.